# Брант (Нью-Йорк)
Брант (англ. Brant) — місто (англ. town) в США, в окрузі Ері штату Нью-Йорк. Населення — 1912 особи (2020).

## Демографія
Згідно з переписом 2010 року, у місті мешкало 2065 осіб у 817 домогосподарствах у складі 547 родин. Було 952 помешкання
Расовий склад населення:
| - 92,7 % — білих - 4,6 % — корінних американців - 1,0 % — чорних або афроамериканців |

До двох чи більше рас належало 1,4 %. Частка іспаномовних становила 2,8 % від усіх жителів.
За віковим діапазоном населення розподілялося таким чином: 22,3 % — особи молодші 18 років, 61,0 % — особи у віці 18—64 років, 16,7 % — особи у віці 65 років та старші. Медіана віку мешканця становила 43,0 року. На 100 осіб жіночої статі у місті припадало 101,5 чоловіків;  на 100 жінок у віці від 18 років та старших — 101,5 чоловіків також старших 18 років.
Середній дохід на одне домашнє господарство  становив 67 924 долари США (медіана — 49 583), а середній дохід на одну сім'ю — 76 863 долари (медіана — 60 066). Медіана доходів становила 52 500 доларів для чоловіків та 33 500 доларів для жінок. За межею бідності перебувало 10,3 % осіб, у тому числі 9,8 % дітей у віці до 18 років та 11,8 % осіб у віці 65 років та старших.
Цивільне працевлаштоване населення становило 983 особи. Основні галузі зайнятості: освіта, охорона здоров'я та соціальна допомога — 23,4 %, роздрібна торгівля — 16,6 %, виробництво — 12,5 %.